# Kinzenburg
Kinzenburg ist eine Ortsgemeinde im Eifelkreis Bitburg-Prüm in Rheinland-Pfalz. Sie gehört der Verbandsgemeinde Arzfeld an.

## Geographie
Der Ort befindet sich an der Prüm unweit der Bundesstraße 410 südwestlich von Merlscheid. Als ein sogenanntes Sackgassendorf ist der Ort nur über die Kreisstraße 123 erreichbar.

## Geschichte
Auf der Gemarkung finden sich römische Siedlungsreste. Erstmals erwähnt wird Kinzenburg 1570. Bis zum Ende des 18. Jahrhunderts war Kinzenburg geteilt. Es gehörte zum Teil zum Kondominium Pronsfeld und zum Teil zur luxemburgischen Herrschaft Neuerburg. Im Jahr 1794 hatten französische Revolutionstruppen die Österreichischen Niederlande, zu denen das Herzogtum Luxemburg gehörte, besetzt und im Oktober 1795 annektiert. Der Ort gehörte von 1795 bis 1814 zum Kanton Arzfeld im Departement der Wälder. 1815 kam er an Preußen und war der Bürgermeisterei Lichtenborn zugeordnet. 1910 zählte der Ort 77 Einwohner. Eine 1907 eröffnete Bahnlinie, die durch Kinzenburg führte, ist 1987 stillgelegt und abgebaut worden.
Bevölkerungsentwicklung
Die Entwicklung der Einwohnerzahl von Kinzenburg, die Werte von 1871 bis 1987 beruhen auf Volkszählungen:
| Jahr | Einwohner |
| ---- | --------- |
| 1815 | 50        |
| 1835 | 70        |
| 1871 | 70        |
| 1905 | 73        |
| 1939 | 80        |
| 1950 | 75        |
| 1961 | 59        |

| Jahr | Einwohner |
| ---- | --------- |
| 1970 | 62        |
| 1987 | 56        |
| 1997 | 41        |
| 2005 | 40        |
| 2011 | 48        |
| 2017 | 47        |
| 2023 | 50        |

## Politik

### Bürgermeister
Michael Kandels wurde am 25. Juni 2019 Ortsbürgermeister von Kinzenburg. Da bei der Direktwahl am 26. Mai 2019 kein gültiger Wahlvorschlag eingereicht wurde, oblag die Neuwahl des Bürgermeisters dem Rat. Dieser wählte Kandels auf seiner konstituierenden Sitzung für die nachfolgenden fünf Jahre. Er wurde im Juni 2024 wiedergewählt.
Die Vorgänger von Kandels waren Leonhard Richter und von 1984 bis 2015 Johann Hack († 2018).

### Wappen
| Wappen von Kinzenburg | Blasonierung: „Silber über Rot durch blau-silbernen Wellenbalken schräglinks geteilt, vorn ein rotes Sockelkreuz, Arme und Mittelschaft in angedeuteter Lilienform endend, hinten ein silbernes Eschenblatt.“ |
| Wappen von Kinzenburg | Wappenbegründung: Rot und Silber sind die Farben der Abtei Prüm, des Kurfürstentums Trier und Schönecken. Diese Farben wurden als Heroldsfarben für das Wappen gewählt, da im Mittelalter ein Großteil der Region im Besitz der Abtei Prüm war. In der Neuzeit besaßen die Herrschaften Kurtrier und Schönecken mehrere Höfe innerhalb des Kondominiums Pronsfeld. Der Wellenbalken symbolisiert den Steinbach, einen Zufluss der Prüm, der die Gemarkung Kinzenburgs im Norden begrenzt. Bei dem Kreuz handelt es sich um das Kulturdenkmal Kinzenburgs, ein Sandstein-Sockelkreuz mit der Datierung 1779. Das Blatt der Esche steht für eine rund 200 bis 250 Jahre alte Esche, die sich zusammen mit dem Kreuz im unteren Ortsteil befindet. |